# Cordislândia
Cordislândia är en kommun i Brasilien.   Den ligger i delstaten Minas Gerais, i den sydöstra delen av landet, 700 km söder om huvudstaden Brasília. Antalet invånare är 3 435.
Omgivningarna runt Cordislândia är huvudsakligen savann. Runt Cordislândia är det ganska glesbefolkat, med 45 invånare per kvadratkilometer.